# 斯塔利孔
斯塔利孔（德語：Stallikon）是瑞士联邦苏黎世州阿福尔特恩区的市镇。该市镇面积为12.01平方千米，海拔高度534米，2018年12月31日人口数为3,679。

## 外部連結
- 斯塔利孔官方网站 （页面存档备份，存于） （德文）